# Here Be Monsters (Motorpsycho)
| Recensione | Giudizio |
| ---------- | -------- |
| Ondarock   | 7/10     |

Here Be Monsters è un album in studio del gruppo rock norvegese Motorpsycho, pubblicato il 12 febbraio 2016 da Stickman Records e Rune Grammofon. L'album è disponibile come vinile, CD e download digitale.

## Tracce
Tutte le tracce sono scritte da Bent Saether e Hans Magnus Ryan (eccetto "Spin, Spin, Spin", che è una cover della canzone di H.P. Lovecraft; tutta la musica è composta da Bent Saether, Hans Magnus Ryan e Kenneth Kapstad.
1. Sleepwalking – 0:57
2. Lacuna / Sunrise – 9:47
3. Running With Scissors – 5:39
4. I.M.S – 7:05
5. Spin, Spin, Spin – 4:08
6. Sleepwalking Again – 0:57
7. Big Black Dog – 17:43

## Personale
Motorpsycho
- Bent Sæther - Basso, chitarra, voce, produttore
- Hans Magnus Ryan - Chitarra, voce, flauto (traccia 3)
- Kenneth Kapstad - Batteria

Musicisti aggiuntivi
- Thomas Henriksen - Tastiera, voce, ingegnere